# Младен Павлов
Младен Павлов Калинов, известен като Козлодуйското даскалче, е български революционер, участник в Ботевата чета.

## Биография
Роден е във Видин през 1848. Произхожда от занаятчийско семейство. Учи в родния си град, в Белградската духовна семинария и в Габровската гимназия. През 1874—1876 учителствува в няколко селища в Оряховско.
През 1876 е учител в Козлодуй и участва в подготовката на Априлското въстание. Именно на него Спас Соколов и Иваница Данчев, като делегати на БРЦК в Букурещ, са възложили да посочи мястото, където ще спре параходът „Радецки“ с въстаниците и какви знаци да се подадат за спирането му при дебаркирането на четата. Младен Павлов е единственият, който посреща Ботевата чета на козлодуйския бряг на 17 май 1876. След разбиването на четата е заловен край Берковица. Разкарван е по затвори и съдилища във Видин, Русе, Свищов, Плевен, но успява да избяга в Румъния.
В Руско-турската война Младен Павлов е водач, преводач и разузнавач в румънската военна част, която освобождава Оряховско-Козлодуйския край. След Освобождението е съдебен чиновник, адвокат, кмет на Козлодуй. По времето на Стамболовото управление е заловен отново.
Заедно с местното население през 1882 г. Павлов полага на козлодуйския бряг първия опълченски оброчен кръст от акациево дърво, висок 3-4 метра. В следващите години се заселва в село Долни Вадин. Къщата му и днес стои там, дарена е на общината от дъщеря му Корнелия и се тачи като музей на Ботевия четник. В много свои разкази, паметни бележки и речи, 80-годишен, Козлодуйският даскал завещава: „Пазете като зеницата на очите си идеалите на Ботев!“.
Като непосредствен участник в Ботевата чета, Младен Павлов дава много любопитни подробности, както за дебаркирането на четата на Козлодуйския бряг, така и за „измяната на Враца“ и на главния учредител във Врачанския революционен окръг Стоян Заимов. Измяна, състояща се в това, че целият Врачански революционен комитет се скрил след преминаването на Ботевата чета и заемането на разположение на Милин камък.
- Паметна плоча на Младен Павлов на фасадата на дома му в София
- Домът на бул. „Евлоги и Христо Георгиеви“ № 104

### Захари Стоянов за Младен Павлов
| „ | По едно време гледа дружината, че насреща им изскочило едно хлапе, тича като пеперуда, снема си феса от главата и опъва да го къса на парчета, спира се пред войводата и вика колкото си може: „Да живейте, братя! Ох, братя, жив ли бях да ви видя и посрещна. Бог и Света Богородица да ви поживят, добре, че дойдохте да ни избавите от мръсните кучета!… Моля ви се, запишете и мене, аз ще дойда с вас!“ Селският учител Младен Павлов било това разпалено хлапе. Ботйов, душата комуто бе в състояние да оценява великото и благородното, силно бил развълнуван от тая първа среща, въобразил си е може би, че тоя случай няма да бъде първи. Той си подал ръката на Младена и го целунал, като заповядал да го въоръжат. Само той можал да разбере какви са и кои са гостите, само той и още един кръчмарин от България тръгнаха с байрака! | “ |

## Памет
На Младен Павлов е наречена улица в София (Карта).